# NCSM Melville (J263)
Le NCSM Melville (pennant number J263) (ou en anglais HMCS Melville) est un dragueur de mines de la Classe Bangor lancé pour la Marine royale canadienne (MRC) et qui a servi pendant la Seconde Guerre mondiale.

## Conception
Le Melville est commandé, dans le cadre du programme de la classe Bangor de 1940-41, au chantier naval de Davie Shipbuilding and Repairing Co. Ltd. de Lauzon, au Québec, au Canada. La pose de la quille est effectuée le 17 décembre 1940, le Melville est lancé le 6 juillet 1941 et mis en service le 4 décembre 1941.
La classe Bangor doit initialement être un modèle réduit de dragueur de mines de la classe Halcyon au service de la Royal Navy,. La propulsion de ces navires est assurée par trois types de motorisation : moteur diesel, moteur à vapeur à pistons à double ou triple expansions et turbine à vapeur. Cependant, en raison de la difficulté à se procurer des moteurs diesel, la version diesel a été réalisée en petit nombre.
Les dragueurs de mines de classe Bangor version canadienne déplacent 601 tonnes en charge normale. Ils ont une longueur totale de 49,4 mètres, une largeur de 8,5 mètres et un tirant d'eau de 2,51 mètres. Ce navire est propulsé par d'un moteur diesel B&W 9 cylindres entraînant deux arbres d'hélices. Le moteur développe une puissance de 2 000 chevaux-vapeur (1 500 kW) et atteint une vitesse maximale de 16 nœuds (30 km/h).
Leur manque de taille donne aux navires de cette classe de faibles capacités de manœuvre en mer, qui seraient même pires que celles des corvettes de la classe Flower. Les versions à moteur diesel sont considérées comme ayant de moins bonnes caractéristiques de maniabilité que les variantes à moteur alternatif à faible vitesse. Leur faible tirant d'eau les rend instables et leurs coques courtes ont tendance à enfourner la proue lorsqu'ils sont utilisés en mer de face.
Les navires transportent 66 t de gazole.
Les navires de la classe Bangor sont également considérés comme exiguës pour les membres d'équipage, entassant 6 officiers et 77 matelots dans un navire initialement prévu pour un total de quarante.

## Histoire

### Seconde Guerre mondiale
Le Melville est mis en service dans la Marine royale canadienne à Québec le 4 décembre 1941.
Après avoir effectué ses essais, Melville a été affectée à la Western Local Escort Force (WLEF). En mai 1942, le dragueur de mines est réaffecté à la Shelburne Force, une force d'escorte de convoi locale déployée à partir de Shelburne en Nouvelle-Écosse. En septembre, le navire est réaffecté à la WLEF et reste avec elle jusqu'en février 1943. Le 3 février, le Melville commence un grand carénage à Lunenburg, qui est finalement achevé à Halifax le 6 juin.
Après la remise en service du navire, le Melville est affecté à la Sydney Force, un groupe d'escorte local qui travaillait à partir de Sydney en Nouvelle-Écosse. Le dragueur de mines reste avec cette unité jusqu'en juin 1945. Il est désarmé le 18 août 1945 à Sydney.
Le navire est remis à la section maritime de la Gendarmerie royale du Canada (GRC) (en anglais : marine section of the Royal Canadian Mounted Police) en 1946 pour être converti en patrouilleur de pêche . Le navire est apparu en 1950 sous le nom de Cygnus,,.
Le navire reste au service de la GRC jusqu'en 1961, date à laquelle il est vendu à la casse et démoli,.

### Honneurs de bataille
- Atlantic 1942–45
- Gulf of St. Lawrence 1944

### Participation auxconvois
Le Melville a navigué avec les convois suivants au cours de sa carrière:
1. Convoi BX 28F
2. Convoi HX 171
3. Convoi HX 208
4. Convoi HX 217
5. Convoi HX 221
6. Convoi HX 222
7. Convoi HX 248
8. Convoi HX 250
9. Convoi HX 253
10. Convoi HX 258
11. Convoi HX 260
12. Convoi HX 263
13. Convoi HX 265
14. Convoi HX 269
15. Convoi HX 274
16. Convoi HX 279
17. Convoi HX 302
18. Convoi HX 304
19. Convoi HX 309
20. Convoi NG 335
21. Convoi ON 131
22. Convoi ON 135
23. Convoi ON 139
24. Convoi ON 142
25. Convoi ON 143
26. Convoi ON 150
27. Convoi ON 151
28. Convoi ON 158
29. Convoi ON 193
30. Convoi ON 195
31. Convoi ON 198
32. Convoi ON 200
33. Convoi ON 203
34. Convoi ON 208
35. Convoi ON 210
36. Convoi ON 214
37. Convoi ON 216
38. Convoi ON 219
39. Convoi ON 221
40. Convoi ON 224
41. Convoi ONS 10
42. Convoi SC 104
43. Convoi SC 106
44. Convoi SC 108
45. Convoi SC 112
46. Convoi SC 133
47. Convoi XB 28

### Commandement
- Lieutenant (Lt.) R.T. Ingram (RCNR) du 4 décembre 1941 au 19 juin 1942
- A/Lieutenant Commander (A/Lt.Cdr.) Eric Rigby Shaw (RCNR) du 20 juin 1942 au 13 octobre 1943
- Skipper/Lieutenant (Skpr/Lt.) J.B. Cooper (RCNR) du 8 novembre 1943 à décembre 1943
- Lieutenant (Lt.) J.E. Taylor (RCNVR) du ? au 17 janvier 1944
- Lieutenant (Lt.) James Sloman Foster (RCNR) du 18 janvier 1944 au 25 janvier 1944
- Lieutenant (Lt.) Walter Nelson Winters (RCNVR) du 26 janvier 1944 au 20 avril 1944
- Lieutenant (Lt.) James Sloman Foster (RCNR) du 20 mai 1944 au ?
- Lieutenant (Lt.) Donald Burton Harding (RCNR) du ? au 18 août 1945

Notes:
RCNR: Royal Canadian Naval Reserve
RCNVR: Royal Canadian Naval Volunteer Reserve 